# Third Man Records

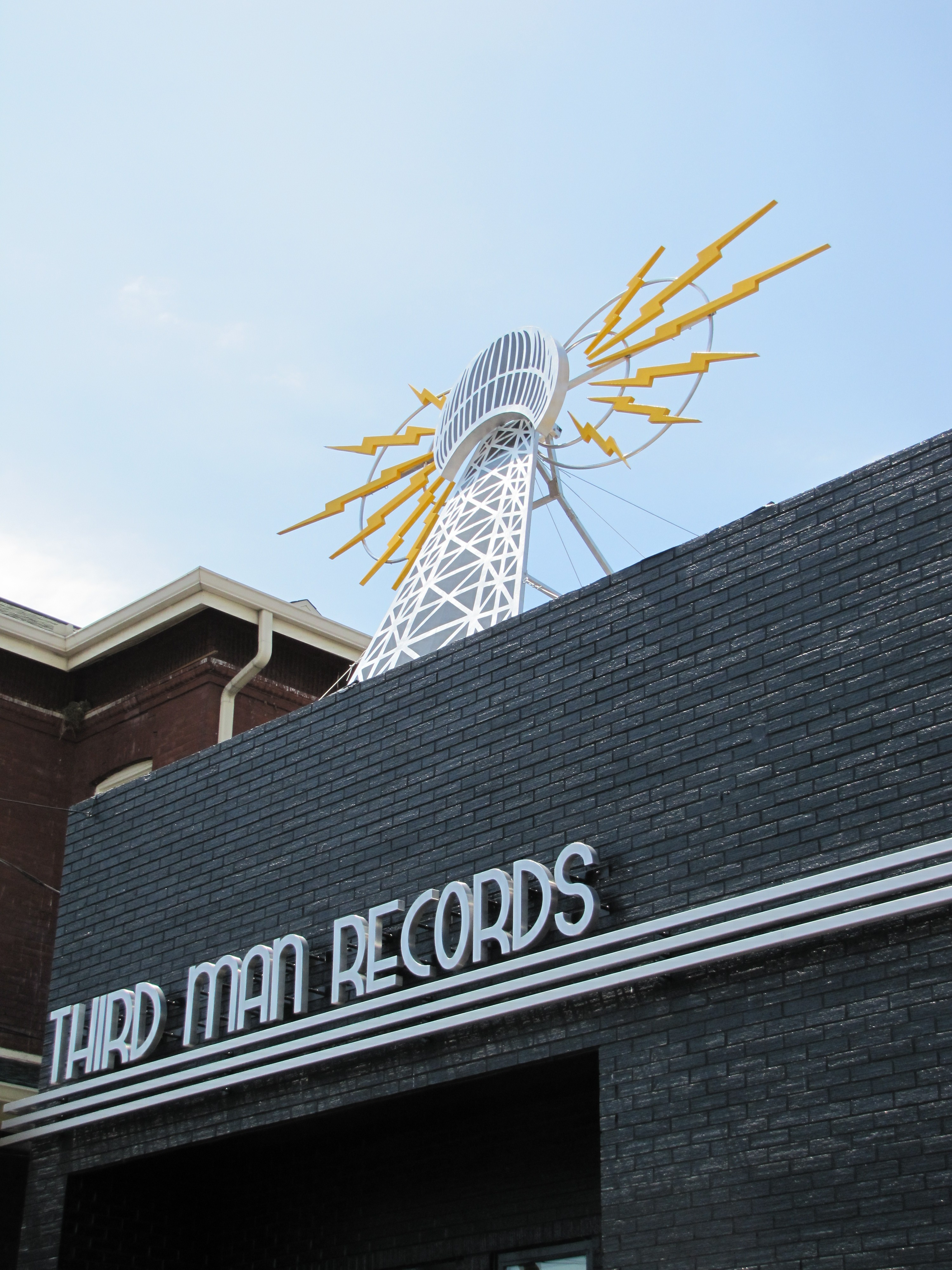
Utsidan av Third Man Records kombinerade skivbutik, konserthall och huvudkontor.

Third Man Records är ett oberoende skivbolag som grundades av Jack White i Detroit, Michigan, 2001. Third Man etablerade sin första fysiska plats - en kombinerad skivbutik, konserthall och huvudkontor för bolaget - i Nashville, Tennessee, 2009. Bolaget öppnade en filial i Detroit under 2015, och under 2017 utökades denna med skivpress för vinylskivor (Third Man Pressing). 